# Mei Wei Rispens
Mei Wei Rispens (Yangjiang, 3 juni 2004) is een Nederlands voetbalspeelster. Zij speelt bij Telstar, die haar overnam van Ajax, waar zij de jeugdopleiding doorliep.

## Clubcarrière
Rispens maakte op 21 januari 2024 haar debuut in de Vrouwen Eredivisie door in de basis te starten in een thuiswedstrijd tegen PSV. Op 23 augustus 2024 tekende Rispens een nieuw contract bij Telstar die haar tot medio 2025 aan de club verbonden houdt. Op 17 mei 2025 maakte haar club bekend dat Rispens na het seizoen 2024/25 zal gaan vertrekken uit Velsen-Zuid.

## Statistieken
| Seizoen | Club     | Land      | Competitie | Wedstrijden | Doelpunten |
| ------- | -------- | --------- | ---------- | ----------- | ---------- |
| 2021/22 | AFC Ajax | Nederland | Eredivisie | 0           | 0          |
| 2022/23 | Telstar  | Nederland | Eredivisie | 0           | 0          |
| 2023/24 | Telstar  | Nederland | Eredivisie | 2           | 0          |
| 2024/25 | Telstar  | Nederland | Eredivisie | 0           | 0          |
| Totaal  | Totaal   | Totaal    | Totaal     | 2           | 0          |

Bijgewerkt t/m 19 mei 2025.